# Neurospora
Neurospora és un gènere de fongs ascomicets. El nomdel gènere significa "nervi espora" i es refereix a les estriacions característiques sobre les seves espores.
L'espècie més coneguda del gènere és Neurospora crassa, un organisme model comú en biologia. Neurospora intermedia var. oncomensis és l'única floridura pertanyent als Neurospora usada en producció d'aliments (per a fer oncom).

## Característica
Les espècies de Neurospora són floridures que fan colònies ambmoltaproducció d'ascomata. L'espècie tipus del gènere ésNeurospora sitophila Shear